# Santaldih
Santaldih (censita come Santaldih Thermal Power Project Town, abbreviata in S. T. Power Project Town) è una suddivisione dell'India, classificata come census town, di 4.678 abitanti, situata nel distretto di Purulia, nello stato federato del Bengala Occidentale. In base al numero di abitanti la città rientra nella classe VI (meno di 5.000 persone).

## Geografia fisica
La città è situata a 23° 30' 44 N e 86° 29' 54 E.

## Società

### Evoluzione demografica
Al censimento del 2001 la popolazione di Santaldih assommava a 4.678 persone, delle quali 2.597 maschi e 2.081 femmine. I bambini di età inferiore o uguale ai sei anni assommavano a 328, dei quali 160 maschi e 168 femmine. Infine, coloro che erano in grado di saper almeno leggere e scrivere erano 4.127, dei quali 2.414 maschi e 1.713 femmine.